# Natation aux Jeux des îles de l'océan Indien 2015
Navigation
Édition précédente Édition suivante
La natation est l'une des quatorze disciplines sportives au programme des Jeux des îles de l'océan Indien 2015, la neuvième édition des Jeux des îles de l'océan Indien, qui se déroule à La Réunion en août 2015. Les épreuves se disputent à la piscine du Chaudron de Saint-Denis.